# Heiligenstedtenerkamp
Heiligenstedtenerkamp est une commune allemande de l'arrondissement de Steinburg, Land de Schleswig-Holstein.

## Géographie
| Heiligenstedten |                       | Itzehoe      |
|                 | Heiligenstedtenerkamp |              |
| Hodorf          |                       | Kremperheide |

## Histoire
Heiligenstedtenerkamp est mentionné pour la première fois vers 1300 et en tant que commune vers 1660. À l'époque vivaient des gens membres du personnel du château de Heiligenstedten, d'où le suffixe de -kamp (« champ »).

## Source, notes et références
- (de) Cet article est partiellement ou en totalité issu de l’article de Wikipédia en allemand intitulé « Heiligenstedtenerkamp » (voir la liste des auteurs).